# IPartment
iPartment (cinese: 爱情公寓; pinyin: Aìqíng Gōngyù) è una sitcom cinese prodotta dal 2009.
La serie, ideata da Wei Zheng e prodotta da Shanghai Film Group Corporation e Shanghai Film Studio, ha debuttato in patria il 5 agosto 2009 su Jiangxi TV. Dalla seconda stagione, con passaggio sui canali Dragon Television, Guangdong TV e SDETV, la serie ha cambiato approccio verso gli spettatori, con episodi distribuiti online per i fandom dello show, che possono partecipare direttamente alle trame degli episodi futuri con dei sondaggi ad hoc.
La «i» presente all'inizio del titolo è un riferimento ad «Ai», il termine cinese per indicare la parola «amore».

## Episodi
| Stagione         | Episodi | Prima TV Cina | Prima TV Italia |
| ---------------- | ------- | ------------- | --------------- |
| Prima stagione   | 20      | 2009-2010     | inedite         |
| Seconda stagione | 20      | 2011          | inedite         |
| Terza stagione   | 24      | 2012          | inedite         |
| Quarta stagione  | 24      | 2014          | inedite         |
| Quinta stagione  | 36      | 2020          | inedite         |